# 12-та лінія (Київ)
12-та лі́нія — вулиця в Оболонському районі міста Києва, селище Пуща-Водиця. Пролягає від вулиці Федора Максименка до вулиці Квітки Цісик.
Прилучається вулиця Миколи Юнкерова.

## Історія
Вулиця виникла наприкінці XIX — на початку XX століття під сучасною назвою.